# Girișu de Criș
Girișu de Criș – wieś w Rumunii, w okręgu Bihor, w gminie Girișu de Criș. W 2011 roku liczyła 1482 mieszkańców.